# أنقليس ثعباني زاحف
أنقليس ثعباني زاحف (الاسم العلمي: Brachysomophis henshawi) هو نوع من الأسماك، يتبع فصيلة الأنقليس الثعباني.